# Effet brighter-fatter
L'effet brighter-fatter (effet plus brillant-plus large) correspond à la dépendance en flux de la taille apparente des étoiles observées par les télescopes optiques.

## Explication du phénomène
Il est constaté sur les caméras CCD que la taille de la fonction d'étalement du point (point spread function ou PSF en anglais) augmente linéairement avec le flux. Cette dépendance est attribuée à l'évolution du champ électrostatique dans les pixels à mesure que les charges sont collectées.